# Виллер-Каниве
Вилле́р-Каниве́ (фр. Villers-Canivet) — коммуна во Франции, находится в регионе Нижняя Нормандия. Департамент коммуны — Кальвадос. Входит в состав кантона Фалез-Север. Округ коммуны — Кан.
Код INSEE коммуны — 14753.

## Население
Население коммуны на 2010 год составляло 731 человек.
| 1962 | 1968 | 1975 | 1982 | 1990 | 1999 | 2010 |
| ---- | ---- | ---- | ---- | ---- | ---- | ---- |
| 452  | 460  | 459  | 476  | 502  | 497  | 731  |

## Экономика
В 2010 году среди 455 человек трудоспособного возраста (15—64 лет) 356 были экономически активными, 99 — неактивными (показатель активности — 78,2 %, в 1999 году было 66,7 %). Из 356 активных жителей работали 341 человек (190 мужчин и 151 женщина), безработных было 15 (8 мужчин и 7 женщин). Среди 99 неактивных 31 человек были учениками или студентами, 28 — пенсионерами, 40 были неактивными по другим причинам.